# Coeliccia boettcheri
Coeliccia boettcheri – gatunek ważki z rodziny pióronogowatych (Platycnemididae).